# Fußball-Club Augsburg 1907 1982-1983
Questa voce raccoglie le informazioni riguardanti il Fußball-Club Augsburg 1907 nelle competizioni ufficiali della stagione 1982-1983.

## Stagione
Nella stagione 1982-1983 l'Augusta, allenato da Hannes Baldauf, concluse il campionato di 2. Bundesliga al 17º posto.

## Rosa
| N. |                     | Ruolo | Calciatore           |
| -- | ------------------- | ----- | -------------------- |
|    | Germania (bandiera) | P     | Siegfried Burkhart   |
|    | Germania (bandiera) | P     | Stefan Pöllmann      |
|    | Germania (bandiera) | D     | Hans Borchert        |
|    | Germania (bandiera) | D     | Claus Brandmair      |
|    | Germania (bandiera) | D     | Gerhard Brauer       |
|    | Germania (bandiera) | D     | Roland Grahammer     |
|    | Germania (bandiera) | D     | Jürgen Haller        |
|    | Germania (bandiera) | D     | Werner Schreiner     |
|    | Germania (bandiera) | C     | Gerhard Förschner    |
|    | Serbia (bandiera)   | C     | Ivan Lusic           |
|    | Grecia (bandiera)   | C     | Georgios Papaxenidis |

| N. |                     | Ruolo | Calciatore          |
| -- | ------------------- | ----- | ------------------- |
|    | Germania (bandiera) | C     | Klaus Perrey        |
|    | Germania (bandiera) | C     | Gerhard Reitenauer  |
|    | Germania (bandiera) | C     | Alexander Schwarz   |
|    | Germania (bandiera) | C     | Rainer Strobel      |
|    | Germania (bandiera) | C     | Erwin Wurm          |
|    | Germania (bandiera) | A     | Roland Beran        |
|    | Germania (bandiera) | A     | Wolfgang Eberle     |
|    | Grecia (bandiera)   | A     | Nicolaus Katsaros   |
|    | Germania (bandiera) | A     | Eduard Kirschner    |
|    | Germania (bandiera) | A     | Hans-Jürgen Schabel |
|    | Germania (bandiera) | A     | Richard Vollath     |

## Organigramma societario
Area tecnica
- Allenatore: Hannes Baldauf
- Allenatore in seconda:
- Preparatore dei portieri:
- Preparatori atletici:

## Calciomercato

### Sessione estiva
| Acquisti | Acquisti          | Acquisti                | Acquisti |
| R.       | Nome              | da                      | Modalità |
| -------- | ----------------- | ----------------------- | -------- |
| A        | Eduard Kirschner  | Ft. Lauderdale Strikers |          |
| C        | Alexander Schwarz | Eintracht Treviri       |          |
| A        | Richard Vollath   | Norimberga              |          |

| Cessioni | Cessioni              | Cessioni              | Cessioni |
| R.       | Nome                  | a                     | Modalità |
| -------- | --------------------- | --------------------- | -------- |
| C        | Christian Hochstätter | Borussia M'gladbach   |          |
| C        | Martin Trieb          | Eintracht Francoforte |          |

### Sessione invernale
| Acquisti | Acquisti | Acquisti | Acquisti |
| R.       | Nome     | da       | Modalità |
| -------- | -------- | -------- | -------- |

| Cessioni | Cessioni | Cessioni | Cessioni |
| R.       | Nome     | a        | Modalità |
| -------- | -------- | -------- | -------- |

## Risultati

### 2. Bundesliga

#### Girone di andata
| Augusta 7 agosto 1982, ore 15:00 CEST 1ª giornata | Augusta | 0 – 0 referto | Rot-Weiss Essen | Rosenaustadion (6 000 spett.)\| Arbitro: \| Föckler \| |
| Arbitro:                                          | Föckler |               |                 |                                                        |

| Arbitro: | Retzmann |

|  |           |            |
|  | Marcatori | 55’ Perrey |

| Arbitro: | Hellwig |

|  |           |                        |
|  | Marcatori | 66’ Szesni 78’ Lehmann |

| Arbitro: | Bodmer |

|                                        |           |  |
| Hein 22’ Bührer 24’ Linz 37’ Bauer 59’ | Marcatori |  |

| Arbitro: | Theobald |

|                                       |           |  |
| Katsaros 28’ Brauer 40’ Förschner 78’ | Marcatori |  |

| Arbitro: | Kasperowski |

|          |           |  |
| Kriar 8’ | Marcatori |  |

| Arbitro: | Puchalski |

|                |           |  |
| Brauer 9’, 30’ | Marcatori |  |

| Arbitro: | Meijerink |

|                        |           |  |
| Álvarez 53’ Tuschl 75’ | Marcatori |  |

| Arbitro: | Uhlig |

|                              |           |  |
| Schulz 33’ Brauer 89’ (aut.) | Marcatori |  |

| Augusta 2 ottobre 1982, ore 15:00 CET 10ª giornata | Augusta | 0 – 0 referto | BV 08 Lüttringhausen | Rosenaustadion (3 500 spett.)\| Arbitro: \| Dilg \| |
| Arbitro:                                           | Dilg    |               |                      |                                                     |

| Arbitro: | Zimmermann |

|                         |           |  |
| Hofmann 48’ Feilzer 57’ | Marcatori |  |

| Arbitro: | Engel |

|                      |           |             |
| Vollath 69’ Wurm 85’ | Marcatori | 28’ Mödrath |

| Arbitro: | Mierswa |

|                      |           |  |
| Täuber 8’ Merkle 87’ | Marcatori |  |

| Arbitro: | Huster |

|          |           |                 |
| Beran 2’ | Marcatori | 13’ Vittinghoff |

| Arbitro: | Walz |

|                      |           |  |
| Traser 10’, 65’, 74’ | Marcatori |  |

| Arbitro: | Boos |

|                                |           |                                        |
| Förschner 8’ (rig.) Perrey 89’ | Marcatori | 26’ (rig.), 34’ (rig.) Schatzschneider |

| Arbitro: | Kautschor |

|             |           |  |
| Salisch 68’ | Marcatori |  |

| Arbitro: | Clajus |

|               |           |  |
| Förschner 85’ | Marcatori |  |

| Arbitro: | Walz |

|                                  |           |               |
| Glaser 2’, 9’ Metzler 84’ (rig.) | Marcatori | 54’ Grahammer |

#### Girone di ritorno
| Arbitro: | Diekert |

|                           |           |  |
| Müller 24’, 77’ Gorka 76’ | Marcatori |  |

| Arbitro: | Niebergall |

|                    |           |               |
| Förschner 43’, 49’ | Marcatori | 34’ Wohlfarth |

| Arbitro: | Osmers |

|                          |           |  |
| Lehmann 54’ Kostedde 82’ | Marcatori |  |

| Augusta 29 gennaio 1983, ore 15:00 CET 23ª giornata | Augusta | 0 – 0 referto | Waldhof Mannheim | Rosenaustadion (9 000 spett.)\| Arbitro: \| Gabor \| |
| Arbitro:                                            | Gabor   |               |                  |                                                      |

| Arbitro: | Kespohl |

|                      |           |              |
| Schäfer 19’ Lenz 55’ | Marcatori | 26’ Katsaros |

| Arbitro: | Messmer |

|                           |           |           |
| Kirschner 62’ Schwarz 82’ | Marcatori | 18’ Kriar |

| Arbitro: | Waltert |

|                                     |           |                             |
| Michelberger 12’ Höfer 73’ Bein 86’ | Marcatori | 35’ Kirschner 51’ Förschner |

| Arbitro: | Bodmer |

|                           |           |            |
| Kirschner 9’ Katsaros 61’ | Marcatori | 29’ Balzer |

| Arbitro: | Hontheim |

|               |           |         |
| Kirschner 77’ | Marcatori | 75’ Löw |

| Remscheid 24 aprile 1983, ore 18:15 CEST 29ª giornata | BV 08 Lüttringhausen | 0 – 0 referto | Augusta | Röntgen-Stadion (4 000 spett.)\| Arbitro: \| Wippker \| |
| Arbitro:                                              | Wippker              |               |         |                                                         |

| Arbitro: | Hellwig |

|               |           |                 |
| Grahammer 59’ | Marcatori | 39’ Schuhmacher |

| Arbitro: | Pauly |

|                  |           |                      |
| Mödrath 41’, 90’ | Marcatori | 20’ (rig.) Brandmair |

| Arbitro: | Eli |

|  |           |                       |
|  | Marcatori | 13’ Merkle 88’ Susser |

| Arbitro: | Wuttke |

|                                                                                           |           |  |
| Schatzschneider 58’ (rig.), 66’, 69’ Linßen 74’ Finkler 78’ Hinterberger 80’ Grabosch 86’ | Marcatori |  |

| Arbitro: | Kasperowski |

|               |           |  |
| Kirschner 89’ | Marcatori |  |

| Arbitro: | Kautschor |

|          |           |               |
| Goll 32’ | Marcatori | 83’ Kirschner |

| Arbitro: | Dilg |

|                           |           |             |
| Schwarz 26’ Kirschner 39’ | Marcatori | 65’ Mattern |

| Bochum 28 maggio 1983, ore 15:00 CEST 37ª giornata | Wattenscheid 09 | 0 – 0 referto | Augusta | Lohrheidestadion (3 000 spett.)\| Arbitro: \| Boos \| |
| Arbitro:                                           | Boos            |               |         |                                                       |

| Arbitro: | Clajus |

|                                       |           |  |
| Haller 7’ Kirschner 77’ Förschner 80’ | Marcatori |  |

## Statistiche

### Statistiche di squadra
| Competizione  | Punti | In casa | In casa | In casa | In casa | In casa | In casa | In trasferta | In trasferta | In trasferta | In trasferta | In trasferta | In trasferta | Totale | Totale | Totale | Totale | Totale | Totale | DR  |
| Competizione  | Punti | G       | V       | N       | P       | Gf      | Gs      | G            | V            | N            | P            | Gf           | Gs           | G      | V      | N      | P      | Gf     | Gs     | DR  |
| ------------- | ----- | ------- | ------- | ------- | ------- | ------- | ------- | ------------ | ------------ | ------------ | ------------ | ------------ | ------------ | ------ | ------ | ------ | ------ | ------ | ------ | --- |
| 2. Bundesliga | 32    | 19      | 10      | 7       | 2       | 25      | 14      | 19           | 1            | 3            | 15           | 7            | 40           | 38     | 11     | 10     | 17     | 32     | 54     | -22 |
| Totale        | 32    | 19      | 10      | 7       | 2       | 25      | 14      | 19           | 1            | 3            | 15           | 7            | 40           | 38     | 11     | 10     | 17     | 32     | 54     | -22 |

### Andamento in campionato
| Giornata  | 1  | 2 | 3  | 4  | 5  | 6  | 7  | 8  | 9  | 10 | 11 | 12 | 13 | 14 | 15 | 16 | 17 | 18 | 19 | 20 | 21 | 22 | 23 | 24 | 25 | 26 | 27 | 28 | 29 | 30 | 31 | 32 | 33 | 34 | 35 | 36 | 37 | 38 |
| --------- | -- | - | -- | -- | -- | -- | -- | -- | -- | -- | -- | -- | -- | -- | -- | -- | -- | -- | -- | -- | -- | -- | -- | -- | -- | -- | -- | -- | -- | -- | -- | -- | -- | -- | -- | -- | -- | -- |
| Luogo     | C  | T | C  | T  | C  | T  | C  | T  | T  | C  | T  | C  | T  | C  | T  | C  | T  | C  | T  | T  | C  | T  | C  | T  | C  | T  | C  | C  | T  | C  | T  | C  | T  | C  | T  | C  | T  | C  |
| Risultato | N  | V | P  | P  | V  | P  | V  | P  | P  | N  | P  | V  | P  | N  | P  | N  | P  | V  | P  | P  | V  | P  | N  | P  | V  | P  | V  | N  | N  | N  | P  | P  | P  | V  | N  | V  | N  | V  |
| Posizione | 10 | 6 | 12 | 15 | 12 | 14 | 11 | 14 | 15 | 16 | 16 | 16 | 17 | 16 | 16 | 17 | 17 | 17 | 17 | 17 | 17 | 17 | 17 | 18 | 17 | 18 | 17 | 17 | 18 | 17 | 18 | 18 | 18 | 18 | 18 | 18 | 18 | 17 |

Legenda:

Luogo: C = Casa; T = Trasferta. Risultato: V = Vittoria; N = Pareggio; P = Sconfitta.

### Statistiche dei giocatori
| R. Beran       | 30 | 1 | 1 | 0 |
| H. Borchert    | 36 | 0 | 5 | 0 |
| C. Brandmair   | 37 | 1 | 4 | 0 |
| G. Brauer      | 38 | 3 | 3 | 0 |
| S. Burkhart    | 38 | 0 | 0 | 0 |
| W. Eberle      | 9  | 0 | 0 | 0 |
| G. Förschner   | 33 | 7 | 9 | 0 |
| R. Grahammer   | 34 | 2 | 7 | 0 |
| J. Haller      | 25 | 1 | 2 | 0 |
| N. Katsaros    | 22 | 3 | 1 | 0 |
| E. Kirschner   | 21 | 8 | 3 | 0 |
| I. Lusic       | 11 | 0 | 2 | 0 |
| G. Papaxenidis | 8  | 0 | 2 | 0 |
| K. Perrey      | 19 | 2 | 1 | 0 |
| S. Pöllmann    | 1  | 0 | 0 | 0 |
| G. Reitenauer  | 10 | 0 | 0 | 0 |
| H. Schabel     | 1  | 0 | 0 | 0 |
| W. Schreiner   | 33 | 0 | 3 | 0 |
| A. Schwarz     | 27 | 2 | 1 | 0 |
| R. Strobel     | 2  | 0 | 0 | 0 |
| R. Vollath     | 16 | 1 | 0 | 0 |
| E. Wurm        | 35 | 1 | 7 | 0 |